# ケプラー444f
| 地球 | ケプラー444f |
| ---- | ------------ |
| 地球 | Exoplanet    |

ケプラー444f（英語: Kepler-444f）とは地球からこと座の方向に117光年離れたところにある太陽の7割の質量と半径しか持たないK型主系列星、ケプラー444を公転している太陽系外惑星である。半径が地球の0.741倍しかない為、ケプラー444fは地球のような岩石惑星とされている。しかし、ケプラー444からわずか0.0811AU（1213万km）しか離れていない為、表面温度は620K（347℃）にもなり、生命には過酷な環境である。